# پتار الکساندروف
پتار الکساندروف (بلغاری: Петър Александров Александров؛ زادهٔ ۷ دسامبر ۱۹۶۲) بازیکن سابق و مربی فوتبال اهل بلغارستان است.
از باشگاه‌هایی که در آن بازی کرده‌است می‌توان به باشگاه فوتبال لوتسرن، باشگاه فوتبال بازل، باشگاه فوتبال لفسکی صوفیه، باشگاه فوتبال انرژی کوتبوس، و باشگاه فوتبال کورتریک اشاره کرد.
وی همچنین در تیم ملی فوتبال بلغارستان بازی کرده‌است.